# Acharax clarificata
Acharax clarificata – gatunek morskiego, osiadłego małża z rodziny Solemyidae.
Muszla o wymiarach: długość 8,7 cm, szerokość 3,2 cm. Odżywia się planktonem.